# Otus mentawi
Otus mentawi là một loài chim trong họ Strigidae.